# José Gomes Ferreira Filho
José Gomes Ferreira Filho (Brasília, 5 de abril de 1982) é um empresário e político brasileiro, eleito deputado do Distrito Federal em 2018 pelo PSB.